# The Aegis (revista)
The Ǣgis; o Independent weekly expositor, era un semanario de corta duración con sede en Londres, publicado desde el 3 de julio de 1818 hasta el 18 de septiembre de ese mismo año. Francis Perceval Eliot (1755-1818) escribía para la revista en el momento de su muerte.
Las copias del diario se encuentran en la Biblioteca Británica.